# Sitio de Barcelona (1817)
Los sitios de Barcelona fueron dos enfrentamientos militares librados durante la primera mitad de 1817 en el contexto de la guerra de Independencia de Venezuela, entre patriotas y realistas, siendo casi continuos en el tiempo. El primero finalizó en una victoria patriota y el segundo con una victoria realista. 

## Antecedentes

### Mando único y tensiones
El 6 de mayo de 1816, durante la primera expedición de los Cayos, a petición del general de división Juan Bautista Arismendi, el capitán general Simón Bolívar proclamaba la Tercera República de Venezuela en la iglesia parroquial de Villa del Norte ante una asamblea formada por expedicionarios, isleños y patriotas refugiados ahí. Después de los discursos de Bolívar y Arismendi, se votó unánimemente un Acta donde se declaraba una República «una e indivisible» con Bolívar como su «Jefe Supremo». Arismendi fue nombrado «Libertador de la Provincia de Margarita», condecorado con la Cruz o Estrella de los Libertadores de Venezuela, ascendido al rango de general en jefe, muchos caudillos de la resistencia en el continente eran elevados a generales de brigada y los miembros del Estado Mayor en Margarita a coroneles; el 8 de mayo se publicaba una proclama.
Este reconocimiento por una asamblea de notables sirvió de base a Bolívar para legitimar su liderazgo y la centralización del mando en su persona. Hasta ese momento su autoridad era sólo militar y se temía que si la guerra se prolongaba cada caudillo empezaría a actuar completamente por su cuenta. Sin embargo, la autoridad de los oficiales exiliados siguió siendo débil y debieron ganarse el apoyo de los caudillos con su monopolio de la compra de armas en las Antillas y con cartas (de Arismendi y Mariño) en que se trataba con especial deferencia a los caudillos y se recordaban antiguas gestas conjuntas. Para ganar ese apoyo fueron ascendidos a generales de brigada Pedro Zaraza, Manuel Cedeño, Andrés Rojas y José Tadeo Monagas.
Entre tanto, Santiago Mariño había aceptado ser «Jefe del Estado Mayor de la Expedición». Por ello era mayor general, equivalente a segundo al mando del ejército y en la asamblea fue reconocido como segundo de Bolívar. Irónicamente, cerca del lugar de nacimiento de Mariño y en una provincia oriental, por primera vez Bolívar asumía el mando sobre toda Venezuela. Sin embargo, no había abandonado su ambición de ser igual a Bolívar, lo que consideraba su derecho por su título de «Libertador de Oriente». Además, tanto él como Piar y Bermúdez no cesaban en su tesis de autonomía regional y mando propio, sólo por necesidad habían aceptado la subordinación temporal a Bolívar.

### Campaña
El 1 de enero de 1817, Bolívar desembarcó en Barcelona, nunca más abandonaría América, y el 9 de enero era vencido en Clarines. Por su parte, con más de 2000 soldados, el 18 de enero Mariño asaltó Cumaná, defendida por el brigadier Juan Bautista Pardo, viéndose obligado a retirarse a Cautaro.
Bolívar había cedido el mando de las fuerzas terrestres a Mariño, pero su segundo ya había desconocido su autoridad; además, Manuel Piar estaba muy lejos, actuando por su cuenta. Las disensiones aumentaron tanto que Bolívar envió al recién ascendido a general de brigada, Carlos Soublette, a negociar con el general Mariño en Cautaro el 23 de enero. Mientras tanto, en Barcelona el Libertador construyó una ciudadela llamada Casa Fuerte, donde instaló su guarnición.
En respuesta, el brigadier realista Pascual del Real planea reunirse con las fuerzas del brigadier Francisco Tomás Morales y los coroneles Juan de Aldama, Rafael López y Francisco Jiménez, sin embargo, al final sólo conseguiría unírsele este último.

## Terreno
Estudios modernos estiman que la población de Barcelona sumaría unas 14 000 personas antes de la guerra, una de las mayores de la Capitanía General de Venezuela, superada sólo por Caracas, Maracaibo y Cumaná. Al oeste y sur sus límites se encontraban en dos pequeños arroyos y de hecho, el segundo desembocaba en el río Neverí, que fluía al este de la urbe y al norte formaba la pequeña isla fluvial El Guárico. El río era atravesado por un puente que se encontraba donde actualmente está la calle Bolívar y conectaba la ciudad con barrio Portugal, donde estaban las ruinas de la iglesia de San Felipe Neri. Dos cuadras al noroeste del puente estaban la ermita de Nuestra Señora del Carmen. En el extremo norte se encontraba el barrio El Portal y en el extremo sudoeste un cementerio, al sur había algunas chacras junto al arroyo meridional. Era una ciudad pequeña de ocho cuadras de este a oeste y siete de norte a sur, sin contar con barrio Portugal, única parte que estaba al este del Neverí. Según el viajero escocés William Alexander Walker, quien visitó Venezuela en 1822, la mitad de la población eran blancos y el resto negros y mulatos. La villa se encontraba a dos leguas de una costa con numerosas bahías y puertos menores. En esa época, Barcelona contaba con una iglesia parroquial y un hospital franciscano en mal estado, sus calles eran de tierra y los numerosos cerdos que pululaban en ella le daban un mal olor. En sus alrededores los excelentes pastos permitían un numeroso ganado.
Bolívar dirigió personalmente, día y noche, la construcción de fortificaciones, el trabajo de las maestranzas, la instrucción de los reclutas y la acumulación de víveres y armamentos para varios días; de hecho, se acopiaron mulas, caballos y burros por si no llegaba el ganado pedido del campo. Se construyó un campo fortificado, un rectángulo de 500 metros de norte a sur y 300 de este a oeste. Al sur incluía la iglesia San Cristóbal y al este los edificios de la actual plaza Bolívar. Por el norte llegaba hasta al hospital franciscano y al lado estaba la Casa Grande, antes convento de San Francisco, en el extremo noroeste de la urbe. La línea de parapetos y trincheras fue reforzada el 16 de enero cuando se montaron los cañones traídos de Haití o sacados del Morro. También se mantuvieron las flecheras traídas de Margarita listas para defender el río, a 200 o 300 metros de las fortificaciones.

## Fuerzas enfrentadas
Según el historiador venezolano Édgar Esteves González, la guarnición de Barcelona sumaba 1200 soldados a los que se sumaron otros 1200 refuerzos traídos por Mariño. El colombiano José Manuel Restrepo concuerda con cifrar en 1200 a la división de rescate. El militar Eleazar López Contreras eleva la guarnición a 1500 y los refuerzos también a 1500. Vicente Lecuna afirmaba que Bolívar contaba inicialmente con 748 hombres, incluyendo 100 jinetes, pero que crecieron a unos 1500 a comienzos de febrero. Felipe Larrazábal decía que Bolívar tenía 600 soldados inexpertos y Mariño trajo 1200.
Respecto de los monárquicos, Restrepo dice que la intención era reunir 4000 soldados juntando las tropas de Real, Morales y Aldama, aunque al final fueron la división de Real más 1200 veteranos de Clarines. En cambio, Lecuna dice que a mediados de enero contaban con 2800 infantes y 400 jinetes, pero el 7 de febrero se les había sumado el coronel Jiménez con otros 600, incluyendo muchos guerrilleros, por lo que debían ser 3700 a 3800 hombres. Feliciano Montenegro Colón sostenía que Real tenía inicialmente 3500 combatientes a los que se sumaron 1200 liderados por Jiménez; Larrazábal habla de 4000 realistas con Real y otros 1200 traídos por Jiménez. Mariano Torrente afirmaba que eran 4000.

## Primer asedio

### En tierra
Real y Jiménez inician el asedio la ciudad el 7 de febrero. Al día siguiente, se apoderan de las calles exteriores cuando el brigadier realista envió dos batallones a tomar el puente que cruzaba el río Neverí y reconocer la ensenada de Pozuelos para poder recibir la artillería que debía traer su escuadra. El puente fue ocupado tras poca resistencia y enviaron dos compañías a la Casa Fuerte. Al intentar asaltar la Casa Fuerte son sorprendidos por sus poderosas defensas basadas en la artillería. Después de varias horas, al anochecer, Real se retira a El Pilar y deja a cargo de las fuerzas en la ciudad a Jiménez; la escuadrilla realista no había llegado.
Al saber de la venida de Real, Bolívar había pedido auxilio a Mariño, quien reunió a sus oficiales y les informó de la situación. Mariño afirmó: «No podemos permitir que sea víctima de la ferocidad de sus enemigos, que son los nuestros: preparémonos todos para auxiliarle». Juan Manuel Valdés, José Rafael de Guevara y Agustín Armario dijeron que debían ayudar, pero el general de brigada José Francisco Bermúdez respondió que Bolívar era su enemigo y debía defenderse solo. Mariño le respondió: «No te conozco, ¿con qué abandonaremos a Bolívar en el peligro, y consentiremos que sobre él triunfan los godos? ¿Y perecerán también Arismendi y Freites, y los demás amigos y patriotas que con él están? Eso no puede ser». Entonces Bermúdez, al parecer avergonzado, se ofreció a liderar la vanguardia diciendo: «Mi general, estoy en marcha». El 20 de enero, Mariño partió de Cautaro con su Estado Mayor y el grueso de su división, dejando una guarnición en la provincia a cargo del coronel Antonio José de Sucre. Una parte de la tropa viajó por tierra y otra por mar, estableciendo a Portezuelos como el punto de reunión; Mariño llegó a ese lugar el mismo día que Real a Barcelona.
El 9 de febrero, Bermúdez llegó a la ciudad y un día después Mariño. Según Larrazábal, Bolívar fue a recibirlo al puente diciéndole: «Vengo a abrazar al libertador del Libertador», luego se abrazaron cordialmente y por varios minutos ninguno habló, sólo lloraron hasta que Bermúdez gritó: «¡Viva la América libre!». Ese momento es considerado la reconciliación de ambos después de años de rivalidad.
El 12 de febrero, los realistas nuevamente atacaron la Casa Fuerte por dos puntos, pero fueron rápidamente rechazados y deben retirarse a El Juncal. Esto permitió que el 14 de febrero, Bolívar y Mariño salieran sorpresivamente de Barcelona y atacaran en San Bernardino a Real y Morales, quien acababa de unirse al ejército sitiador con algunos soldados, dispersando a los monárquicos.

### En el mar
El 18 de enero, la corbeta realista Bailén, tres bergantines, dos goletas y un falucho se estacionaron frente al puerto de Barcelona y al día siguiente se acercaron a tiro de cañón de la boca del río Neveri y del Morro. El 20 de enero se movieron al noroeste a Cumaná para traer una remesa de víveres enviados desde La Guaira. El 26 de enero, Bolívar ordenó al capitán de navío Antonio Díaz situarse en la boca del Neverí para impedir a las flecheras y esquifes armados monárquicos entregar suministros a Real.
En la tarde del 12 de febrero, se da un combate entre escuadras en la boca del Neverí. El almirante republicano Luis Brión había enviado desde isla Margarita dos goletas, una balandra y un místico para apertrechar a Bolívar, pero en el camino se encontraron con la corbeta Bailén, un bergantín, cuatro goletas y un falucho al mando del capitán de navío monárquico José María Chacón (pronto se le sumó la Escuadrilla Sutil del capitán de fragata José Guerrero). Los barcos republicanos llegan a la boca del río muy cerca de la costa, usando su menor calado para navegar por una zona donde el enemigo no podía acercarse. Ahí se les unió el capitán Díaz con dos embarcaciones y siete flecheras venidas del puerto, trabándose un combate de fusilería y artillería entre las flotas. Finalmente, Chacón opta por retirarse a Cumaná por refuerzos.
En la mañana del 18 de febrero, la escuadra monárquica volvió reforzada y precedida por sus fuerzas sutiles. Los patriotas vararon sus dos goletas, una balandra, dos místicos, dos lanchas y cinco flecheras entre la boca del Neverí y el Morro de Barcelona, un gran promontorio unido a tierra firme por un angosto istmo donde originalmente había un fuerte y dos baterías, pero para inicios de ese mes Bolívar había trasladado la artillería a la Casa Fuerte. El capitán Guerrero lideró el desembarco de sus hombres, capturando una flechera y desalojando a los defensores del Morro, pero Bolívar envió una columna que lo obligó a retirarse a toda prisa, incluso abandonando la flechera. Al día siguiente, Guerrero intenta un nuevo desembarco, pero no pueden resistir el fuego de la artillería de las naves de Díaz ni de la infantería atrincherada en el Morro, obligando a Chacón a ordenar el reembarque. Los principales barcos realistas se quedaron bloqueando la costa mientras las fuerzas sutiles volvieron a Cumaná por artillería.
El 21 de febrero, desde El Juncal Real se comunicaba con la escuadra realista, permaneciendo siete días en la zona amenazando con un nuevo ataque por tierra contra Barcelona. Ante ese peligro, Bolívar ordena abandonar el Morro y trasladar los cañones que quedaban a la Casa Fuerte y las trincheras alrededor de la ciudad. El 28 de febrero, la escuadra monárquica vuelve con refuerzos, desembarca de inmediato y ocupa el Morro. Los días 2 y 3 de marzo los republicanos los atacan por tierra y mar, destruyendo a la flotilla sutil e inutilizando algunos barcos mayores, pero no logran llegar al Morro porque al final del istmo los realistas habían construido una batería protegida por una estacada y un foso. En la noche del 3 de marzo, el Libertador hace construir otra batería al inicio del istmo desde donde se puede bombardear con ventaja a su contraparte, al amanecer los monárquicos se retiran del istmo y el capitán de navío Agustín Armario avanza con una columna de 400 soldados, obligándolos a refugiarse en el fuerte del Morro.
Desde el Neverí, el capitán Díaz navega muy cerca de la costa bajo fuego de las goletas enemigas hasta llegar al Morro y desembarcar. De inmediato, ataca el fuerte y obliga a Chacón a reembarcarse apresuradamente con fuertes pérdidas. Los realistas vencidos vuelven a Cumaná. Habían perdido 400 muertos, heridos y dispersos en el asalto de la Casa Grande.

## Intermedio
Después de la derrota, el capitán general de Venezuela, brigadier Salvador de Moxó y Quadrado, desplazó del mando a Real y Morales por el coronel de dragones Juan Antonio Aldama Irabien el 27 de marzo. De inmediato, dispuso que el coronel Manuel Bauzá y el teniente coronel Joaquín Urreiztieta quedaran al mando de las divisiones. En Altagracia de Orituco se abrió un proceso contra Morales por la derrota de El Juncal y los excesos cometidos, pasando a estar encarcelado un tiempo. Por su derrota, retirada a orillas del río Unare e inacción posterior, Real fue llamado «inepto» por Moxó. Cuando asumió el mando, Aldama se encontró con un ejército minado por la malaria y disentería, que afectaban principalmente a los peninsulares, con víveres escasos y sus oficiales ocupados en rivalidades internas. Mariño recriminó a Bolívar por no atacar a Real en ese momento de debilidad en El Pilar.
En el otro bando, el 10 de marzo, Mariño llegó al hato del Punche, al sur de Aragua de Barcelona, donde se encontró con el general de división Rafael Urdaneta y otros emigrados que venían desde Apure. Mariño envió una partida de ganado a Barcelona guiada por el jefe de caballería Pedro Sotillo, pero como aquel se negó a continuar a mitad de camino por miedo a las guerrillas, Urdaneta asumió la conducción de las bestias. Gracias al actuar de Mariño, Barcelona vio como las guerrillas realistas se alejaban y se podía recolectar alimentos con mayor facilidad. El 21 de marzo, se ordenó al almirante Brión llevar a su flota a la provincia de Guayana para unirse al ejército que operaba ahí. El 25 de marzo, al amanecer, el Libertador partió con 15 oficiales y algunos asistentes a Guayana para unirse a Piar. Al parecer, Aldama tuvo informes anticipados de que Bolívar planeaba tal viaje, pero carecía de caballería para perseguirlo. Sin embargo, Lecuna considera que cuando Bolívar partió, Aldama aún no había recibido ningún mando para dar esa orden.
Tres horas después, el ejército partió a Carito para recolectar comida. Eran 2000 soldados que salieron por divisiones durante ese día. En cuanto se alejó, las guerrillas realistas se aproximaron a la ciudad y se volvió más difícil recolectar alimentos. Mariño aún estaba en Punche y fue en el camino que se encontró con la tropa y asumió el mando. El 29 de marzo, llegaron a Carito pasando unos días reorganizando los mandos. Mariño cedió la división de Armario a Urdaneta por deseo de Bolívar y creó otra a las órdenes de su secretario, teniente coronel Rafael Jugo, quien así quedaba al mando de los granaderos y de la Guardia de Honor de Mariño, lo que provocó roces con Bermúdez y Valdés, quienes recientemente se habían reconciliado con Bolívar, asumieron el mando de la vanguardia. Arismendi comandó la división de centro y Soublette fue nombrado jefe de Estado Mayor.  Según Urdaneta, Bolívar decidió evacuar Barcelona y trasladar todo el armamento a Guayana, su nuevo objetivo, pero como aquello llevaría tiempo se decidió trasladar primero al ejército a Carito, con un mejor clima y más ganados. Atrás quedó Freites con una guarnición protegiendo las reservas de municiones y la artillería que se moverían después.
A cargo de Barcelona quedaron el general de brigada Pedro María Freites y el gobernador, doctor Francisco Esteban Rivas. Las tropas que quedaban eran reclutas que apenas sabían usar un fusil y la artillería que quedaba eran piezas de pequeño calibre manejadas por hombres ignorantes en esa arma, a pesar de ser dirigidos por el comandante de artillería Judas Tadeo Piñango. Según Larrazábal apenas tenían 400 soldados con orden de encerrarse en la Casa Fuerte junto a 300 no combatientes que buscaron refugio ahí. Restrepo Vélez los eleva a 600 y Pardo Rueda a 700.
Acampando con su división en el Unare, Aldama deseaba un triunfo y se enteró de que Barcelona estaba desprotegida y con pocas provisiones. Nombró al teniente coronel Feliciano Montenegro Colón nuevo gobernador de Barcelona y después de dejar una retaguardia de 600 soldados, se coordinó con la escuadrilla realista para que durante el ataque desembarca su artillería.

## Segundo asedio
El 5 de abril, Aldama entró en los suburbios de la ciudad y dos días más tarde atacó la Casa Fuerte, desatándose un feroz combate. Al amanecer del 7 de abril, después de intimar a los defensores a rendirse sin éxito, los realistas preparan una batería de dos cañones a los que en la tarde se sumó un tercero, logrando abrir una brecha en las defensas. Esta batería fue instalada a mil pasos al oriente de la Casa Grande. Nuevamente, Aldama intimó a Freites a rendirse, pero al ser rechazado ordenó un asalto. Sus soldados estaban al mando de los tenientes coroneles Joaquín Urreistieta, Agustín Noguéras y Francisco Jiménez, el sargento mayor Vicente Bauzá y el comandante de escuadrón José Navas.
El asalto comenzó a las 07:00 horas y la lucha dura seis horas. Los defensores sabían que morirían en combate o ejecutados. En el reducto exterior el coronel Francisco de Paula Vélez resistió un largo tiempo.

## Consecuencias

### Masacre
En el combate los furiosos monárquicos masacraron a 600 a 700 hombres, no sólo soldados republicanos sino que también prisioneros monárquicos ahí encarcelados, y 300 ancianos, mujeres y niños que buscaron refugio en el recinto religioso; el altar y el sagrario se tiñeron de sangre. En el hospital se degollaron a 50 enfermos y heridos; las bajas realistas fueron 25 muertos y 75 heridos. Los sacerdotes Juan Antonio Godoy y otro de apellido Serra fueron ajusticiados mientras asistían a los heridos. El capitán William Chamberlain es herido y prefiere inmolarse a morir a manos del enemigo, su esposa Eulalia Ramos, de veintiún años, cuando un soldado realista la agarra de la cintura saca una pistola y lo mata, de inmediato es ajusticiada por el resto.
Sólo escaparon 14 soldados y oficiales, incluyendo a Freites y Rivas, pero como ambos estaban heridos fueron capturados y enviados como botín al capitán general. A Freites no le curaron las heridas y estas gangrenaron, por lo que fue llevado en una parihuela (hamaca) mientras el gobernador Rivas le recitaba versículos bíblicos para darle ánimos. El 17 de abril, el general de brigada fue fusilado en la plaza Mayor de Caracas, y Rivas sufrió el mismo destino el 7 de mayo. Aldama ordenó que sus doce compañeros fueran degollados, pero el encargado del hospital, el español Tomás Rodríguez, y el gobernador Montenegro Colón se negaron a cumplir esa orden y los protegieron.
La ciudad quedó sembrada de cadáveres y los vecinos sobrevivientes quedaron con la ropa que tenían puesta. La destrucción y saqueo fue comparable a lo que hizo el caudillo realista José Tomás Boves en 1814. Restrepo Vélez menciona que cuatro mujeres fueron conservadas sanas y salvas para el disfrute personal de Aldama. Más de mil defensores y civiles murieron y se capturaron veinte piezas de artillería y mil fusiles con numerosas municiones.

### Actuar de Mariño
Larrazábal se cuestionar por qué Mariño no ayudó a Freites, siendo que no estaba muy lejos con su ejército. El plan de Mariño era ir a Aragua de Barcelona a dar batalla campal a Real y evitar ir a Guayana, como quería el Jefe Supremo. Sabía que si iba a esa provincia, los oficiales ahí respaldarían la autoridad del Libertador y prefería dirigirse a Maturín o Cumaná, siendo esta última provincia su favorita, porque ahí su autoridad era más fuerte y autónoma. Aunque algunos oficiales respaldaban sus planes, se le opusieron Bermúdez, Valdés, Soublette y Arismendi.
El 30 de marzo, se divulgó el rumor que Bolívar había sido muerto en una emboscada tendida por una guerrilla en Quiamare y se atribuyó el hecho a una traición de Mariño y Jugo. De hecho, algunos de los partidarios de Mariño propagaron el rumor de la muerte del Jefe Supremo entre la tropa. Esto molestó a muchos soldados y oficiales, e incluso los coroneles Mateo Salcedo y Justo Briceño Otarola propusieron matarlos. Sólo se salvaron por intervención de Urdaneta, en cuya casa se refugiaron, y quien presentó una carta de Monagas anunciando que el Libertador había pasado por Santa Ana sin problemas. Al día siguiente, el ejército siguió en desorden hacia Aragua de Barcelona sin preocuparse de lo que podía suceder con Freites y sus hombres o de trasladar la artillería que quedó en la Casa Fuerte. Cuando empezaron a llegar los pedidos de ayuda de Freites, y a pesar de la insistencia de Urdaneta en que debían volver, Mariño ya no mandaba y como no hubo acuerdo nada se hizo. Luego, llegó el teniente Raimundo Freites, hermano del jefe de la guarnición de Barcelona, y otros sobrevivientes con la noticia de la masacre.
Finalmente, cuando Mariño marchó a Cariaco y rompió con Bolívar, sólo Urdaneta, Jugo y el batallón Güiria le siguieron. Un día antes Arismendi, Armario, Bermúdez y Valdés regresaron a Chaparro a esperar órdenes del Libertador. Cerca de ese lugar, en la Palmita, se encontraron los 500 soldados que los seguían con el Jefe Supremo, quien los llevó a la desembocadura del río Pao en el Orinoco, que cruzaron el 25 y 26 de abril. Urdaneta siguió el camino de Mariño, aunque marchando en retaguardia en compañía de Jugo, quien había enfermado y era transportado en una hamaca. Pasaron por Santa Ana, Urica y San Francisco, donde le llegó un mensaje del coronel Sucre avisándole que Mariño le pedía asumir el mando de los batallones Güiria y Colombia, este último una unidad de indígenas, para asediar Cumaná.
Mariño, apoyado por políticos como José Cortés de Madariaga, el 8 de mayo establecería el Congreso de Cariaco para intentar disputar el poder a Bolívar, siguió titulándose capitán general y general en jefe de los ejércitos de la República y se haría con el control de la zona entre Cumaná y Maturín, zona donde era más popular. Urdaneta consideró que combatir junto a Mariño era lo mismo que junto a Bolívar hasta ese momento. En cuanto la noticia se extendió, todo el batallón Güiría, que marchaba a Cariaco, desertó y los oficiales del Colombia, comandante Jerónimo Sucre y mayor Francisco Portero, se contactaron con el coronel Sucre y Urdaneta. Todos deseaban la unidad entre los jefes revolucionarios, así que decidieron no sumarse al nuevo gobierno que desconocía el mando de Bolívar y marcharse a Guayana. Por entonces, los partidarios de Mariño enviaron al coronel Mateo Salcedo con pliegos para pedir a Brión sumarse al movimiento.
Salcedo volvió a Cumanacoa, donde Urdaneta se enteró de la negativa de Brión y junto a los otros oficiales decidieron irse definitivamente a Guayana. Consideraron llevarse al Colombia con ellos, pero sabiendo que los soldados eran indios locales, desertarían en el camino y se fueron solos a Maturín y luego Guayana. El comisionado de Mariño, comandante Mateo Alcalá, le llevó a Urdaneta unos pliegos pidiéndole al general que se sumara al movimiento, pero aquel se negó. Mariño se enteró y decidió convencerlo de quedarse con él. Siguió por el camino de Caripe hasta Guanaguana junto al escuadrón de dragones del comandante León Prado, pero al verlo los oficiales creyeron que venían a matarlos. Urdaneta le ordenó a sus acompañantes seguir mientras él se quedó para tratar de conseguir tiempo. Finalmente, cuando ambos se encontraron hubo una amable conversación en que Urdaneta dejó claro que no se sumaría al movimiento.
Sin embargo, el 21 de mayo desembarcó en Cumaná la expedición del brigadier José de Canterac, unos 2600 peninsulares distribuidos en los batallones Burgos y el 2.° de Navarra, un escuadrón de lanceros y otro de cazadores y una compañía de artillería. Su misión era ayuda al teniente general Pablo Morillo en Venezuela para luego dirigirse por el istmo de Panamá al Virreinato del Perú. Aprovechando la división entre sus enemigos, la guarnición de Cumaná pasó a la ofensiva y el 10 de junio Canterac venció a Mariño en Carlos López, boca del río de Cariaco. Ahí las tropas independentistas perdieron la mayoría de su armamento, tres piezas de artillería y tres de sus oficiales fueron capturados, incluido Jugo, siendo fusilados.
Para marginar a Mariño, el mando en Cumaná será otorgado a Bermúdez. Finalmente, en 1821 Bolívar volvió a nombrar a Mariño mayor general de su ejército durante la campaña de Carabobo.